# فلیپه ماسا
فلیپه ماسا (به پرتغالی: Felipe Massa) متولد ۲۵ آوریل ۱۹۸۱، راننده کنونی فرمول ای(Formula E) و راننده سابق فرمول یک اهل کشور برزیل است. او در سال ۲۰۰۸  قهرمانی فرمول یک را با یک امتیاز و در پیچ اخر از دست داد. او در زمانگیری مجارستان ۲۰۰۹ از ناحیه سر دچار مشکل شد که باعث از دست دادن فصل برای او شد.